# BMW博物館

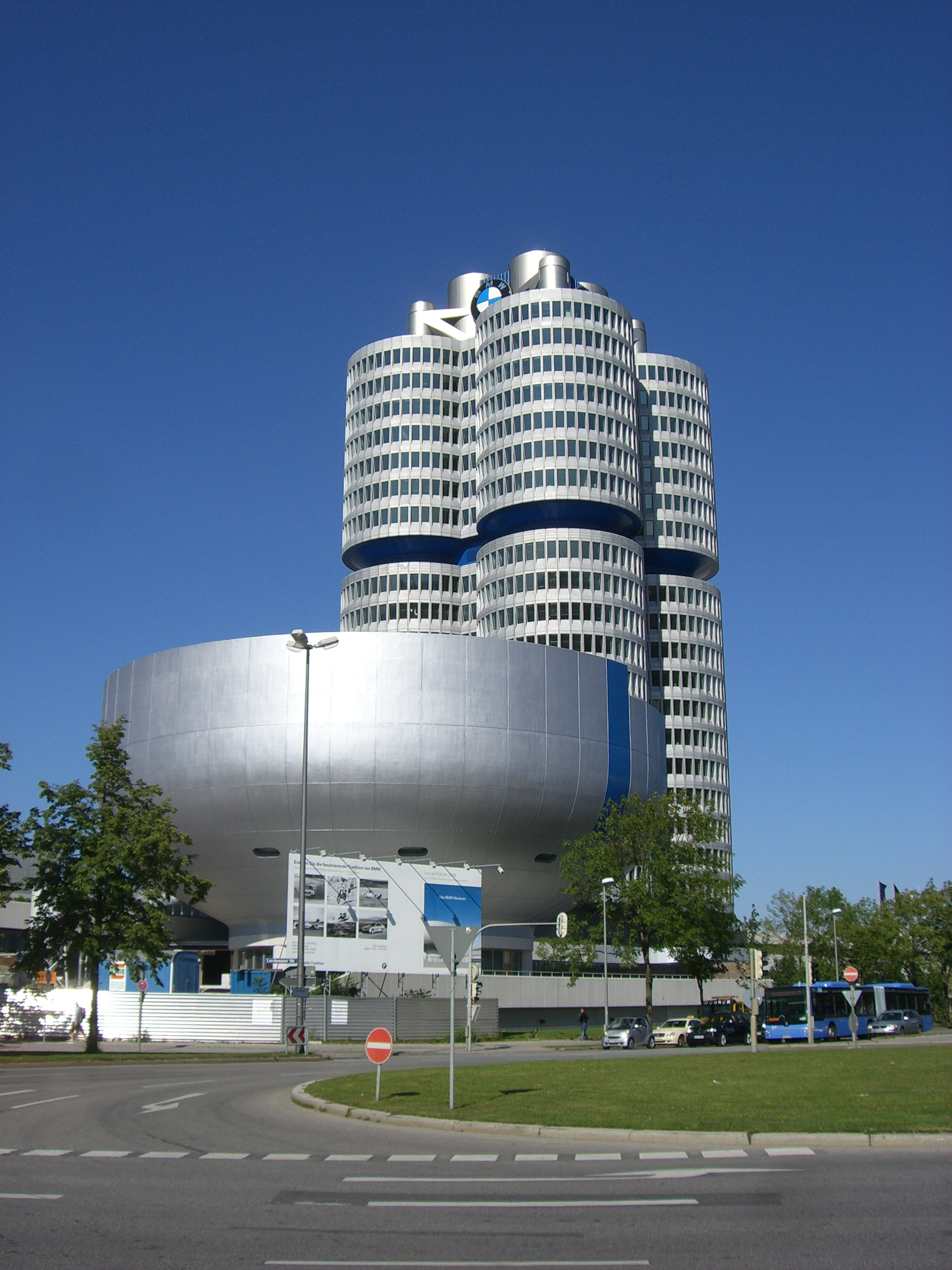
慕尼黑宝马博物館

BMW博物館（德語：BMW Museum）是德國慕尼黑的一家博物館，靠近慕尼黑奧林匹克公園。BMW博物館由汽車企業宝马集团所有。博物館成立於1973年。宝马世界就位於BMW博物館對面。2008年6月21日起，BMW博物館重新開業。